# プラスティック・ハーツ
『プラスティック・ハーツ』（Plastic Hearts）は、2020年にリリースされたマイリー・サイラスの7枚目のスタジオ・アルバムである。

## 収録曲
1. WTF・ドゥ・アイ・ノウ - WTF Do I Know
2. プラスティック・ハーツ - Plastic Hearts
3. エンジェルズ・ライク・ユー - Angels like You
4. プリズナー feat. デュア・リパ - Prisoner (featuring Dua Lipa)
5. ギミー・ホワット・アイ・ウォント - Gimmie What I Want
6. ナイト・クローリング feat. ビリー・アイドル - Night Crawling (featuring Billy Idol)
7. ミッドナイト・スカイ - Midnight Sky
8. ハイ - High
9. ヘイト・ミー - Hate Me
10. バッド・カルマ feat.ジョーン・ジェット - Bad Karma (featuring Joan Jett)
11. ネヴァー・ビー・ミー - Never Be Me
12. ゴールデン・G・ストリング　- Golden G String
13. エッジ・オブ・ミッドナイト（ミッドナイト・スカイ・リミックス）feat. スティーヴィー・ニックス - Edge of Midnight (Midnight Sky Remix)(featuring Stevie Nicks)
14. ハート・オブ・グラス（ライヴ・フロム・ザ・iHeart Music Festival）- Heart of Glass (Live from iHeart Music Festival)
15. ゾンビ（ライヴ・フロム・ザ・NIVA・セイヴ・アワー・ステージズ・フェスティバル）- Zombie (Live from the NIVA Save Our Stage Festival)
16. フー・オウンズ・マイ・ハート（ライヴ・フロム・ザ・iHeart Music Festival）- Who Owns My Heart (Live from iHeart Music Festival)